# 하치스카촌
하치스카촌(蜂須賀村)은 일본 아이치현 가이토군에 설치되었던 촌이다. 현재의 아마시의 북서부에 해당한다.